# Song Meiling

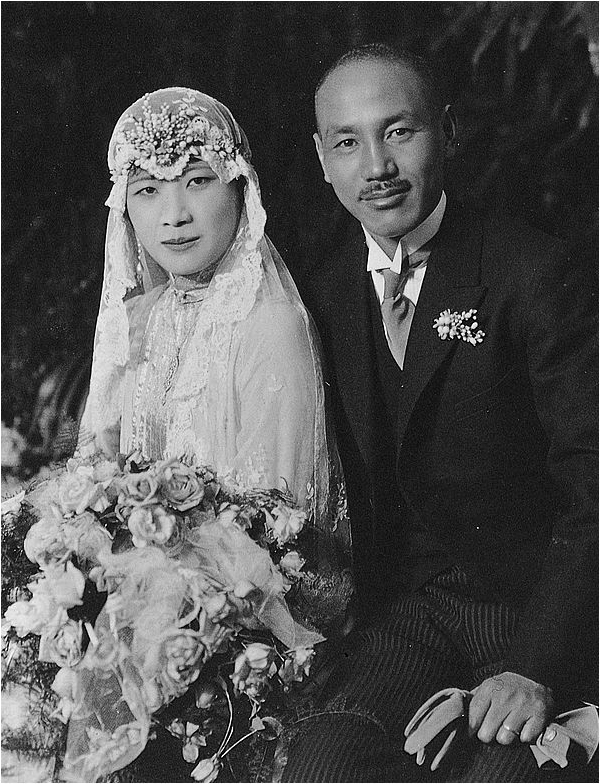
Trouwfoto (1927)

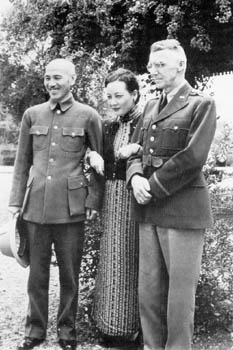
De Generalissimo Chiang Kai-shek en zijn vrouw Song Meiling met generaal Stilwell

Song Meiling, soms ook Soong May-Ling geschreven, (Shanghai, 5 maart 1897 of 1898 – Manhattan, New York, 23 oktober 2003) (jiaxiang: Hainan, Wenchang 海南文昌), de jongste van de drie gezusters Song, was vooral bekend als de vrouw van Chiang Kai-shek, de president van de Republiek China. Zelf was ze politica en schilderes. In China stond ze bekend als 'iemand die van macht hield'.
Ze was de vierde van zes kinderen, geboren in Shanghai als kind van Song Jiashu, een methodistisch predikant en zakenman die een fortuin verdiende met de verkoop van bijbels in China. Samen met haar zussen Song Qingling en Song Eiling staan ze ook wel bekend als de Gezusters Soong.

## Biografie
Song Meiling verhuisde op zeven- of achtjarige leeftijd naar een kostschool in de Verenigde Staten. Ze studeerde in 1917 af aan het Wellesley College in Massachusetts met een graad in Engelse literatuur en filosofie.
Song Meiling ontmoette Chiang Kai-shek in 1920. Aangezien hij elf jaar ouder was dan zij, getrouwd en bovendien boeddhistisch, was Song Meilings moeder fel tegen een huwelijk tussen de twee, maar nadat Chiang een bewijs van zijn scheiding toonde en beloofde zich te bekeren tot het christendom stemde ze uiteindelijk toe. Chiang zei tegen zijn toekomstige schoonmoeder dat hij zich niet direct kon laten dopen, want religie moest geleidelijk worden geabsorbeerd en kon niet als een pil worden geslikt.
Ze trouwden op 1 december 1927, nadat Chiang, ook wel de Generalissimo genoemd, de leiding over de Chinese Nationalistische Partij (de Kwomintang, afgekort KMT), had overgenomen. Sommige biografen beschouwden het huwelijk als een van de grootste liefdesrelaties ooit, terwijl anderen het als een huwelijk puur uit noodzaak zagen.
Song Meiling stichtte de Beweging van het Nieuwe Leven en werd een actief deelneemster in de Chinese politiek. Terwijl Chiang Kai-shek opklom tot leider van de KMT fungeerde zijn vrouw als zijn Engelse vertaler, secretaresse en adviseuse. Gedurende de Tweede Wereldoorlog probeerde Song Meiling de Chinese zaak te promoten en haar man hetzelfde aanzien te doen krijgen als Roosevelt, Churchill en Stalin.

## Internationaal
Doordat ze zich thuis voelde in zowel de Chinese als de westerse cultuur, werd ze populair in zowel China als daarbuiten. Volgens de Amerikaanse generaal Joseph Stilwell zou ze, gezien haar populariteit, beter benoemd kunnen worden tot minister van Defensie. In de Verenigde Staten trok ze menigtes aan van zo'n 30.000 personen en ze haalde zelfs de voorkant van TIME magazine, eerst samen met haar man als "man en vrouw van het jaar" en later onder de titel "Drakendame" ("Dragon Lady"). Op 18 februari 1943 werd ze de eerste met de Chinese nationaliteit en de tweede vrouw die het Amerikaans Congres toesprak.
Na de nederlaag van haar man in de Chinese Burgeroorlog in 1949 volgde Song Meiling hem naar Taiwan, terwijl haar zus Song Qingling op het vasteland bleef, waar ze de zijde van de communisten koos.
Song Meiling was beschermvrouwe van het Internationale Rode Kruis, erevoorzitter van het Britse steunfonds voor China en erelid van de "Bill of Rights Commemorative Society". In de jaren zestig behoorde ze tot de tien meest bewonderde vrouwen in Amerika.

## Latere leven en dood
Na de dood van haar man in 1975 verdween Song naar de achtergrond. In 1978 emigreerde ze van Taiwan naar het landgoed van haar familie in Lattingtown, Long Island (New York).
In 1995 trad ze nog een keer op de voorgrond door het bijwonen van een receptie die voor haar werd gegeven op Capitol Hill en die tevens was bedoeld als viering van het vijftigjarig jubileum van het einde van de Tweede Wereldoorlog.
Tijdens de Taiwanese presidentsverkiezingen van 2000 bracht de KMT een brief van haar hand naar buiten waarin ze haar steun uitsprak voor KMT-kandidaat Lien Chan boven de onafhankelijke kandidaat James Soong. De authenticiteit van deze brief was een bron voor heftige discussies in Taiwan. Lien werd niet verkozen.
Ze vierde haar laatste verjaardag (de 105e of 106e) op 5 maart 2003 en overleed later dat jaar in haar appartement in Manhattan, waar ze vanaf 1998 het grootste deel van haar tijd door had gebracht. Ze ligt begraven op Ferncliff Cemetery in Westchester County (New York).

## Trivia
In 2012 publiceerde de Nederlandse schrijver Lucas Zandberg nog een historische roman over Song Meiling.